# Premier League Irlandii Północnej w piłce siatkowej mężczyzn (2021/2022)
Premier League Irlandii Północnej w piłce siatkowej mężczyzn 2021/2022 – rozgrywki o ligowe mistrzostwo Irlandii Północnej w sezonie 2021/2022 zorganizowane przez stowarzyszenie Northern Ireland Volleyball.
Rozgrywki zostały przywrócone po jednym sezonie przerwy spowodowanej pandemią COVID-19. Składały się one z dwóch faz. W pierwszej fazie uczestniczyło osiem drużyn, w drugiej natomiast – pięć najlepszych zespołów pierwszej fazy.
Zwycięzcą rozgrywek został klub Aztecs Eagles, drugie miejsce zajął Ballymoney Blaze, natomiast trzecie – Queen's University Belfast.

## System rozgrywek
Rozgrywki składały się z dwóch faz. W pierwszej fazie uczestniczyło 8 zespołów. Rozegrały one między sobą po jednym meczu. Pięć najlepszych drużyn kontynuowało zmagania w drugiej fazie, natomiast te, które zajęły miejsca 6-8, rywalizowały w drugiej części sezonu w niższej klasie rozgrywkowej – Division 1.
W drugiej fazie pięć najlepszych zespołów pierwszej fazy rozegrało między sobą po jednym spotkaniu. Do tabeli wliczone zostały wszystkie mecze pierwszej fazy.

## Drużyny uczestniczące
| | Premier League 2021/2022     |   |
| --- | ---------------------------- | - |
| AZT | Aztecs Eagles                | — |
| AWA | Aztecs Warriors              | — |
| BLZ | Ballymoney Blaze             | — |
| BLZ2 | Ballymoney Blaze 2           | — |
| WOL | Belfast Wolves               | — |
| GRV | Garvagh Phoenix              | — |
| QUB | Queen's University Belfast   | — |
| QUB2 | Queen's University Belfast 2 | — |
| Oznaczenia: - kolumna pierwsza – skróty nazw drużyn wpisane na mapie (jeśli ta została zamieszczona), - kolumna trzecia – miejsce zajęte przez daną drużynę w poprzednim sezonie. |                              |   |

Uwaga: Ze względu na pandemię COVID-19 rozgrywki w sezonie 2020/2021 nie odbyły się.

## Pierwsza faza
| Lp. | Drużyna                      | Pkt | Mecze | Mecze | Mecze |
| Lp. | Drużyna                      | Pkt | M     | W     | P     |
| --- | ---------------------------- | --- | ----- | ----- | ----- |
| 1.  | Aztecs Eagles                | 21  | 7     | 7     | 0     |
| 2.  | Ballymoney Blaze             | 16  | 7     | 5     | 2     |
| 3.  | Queen's University Belfast   | 15  | 7     | 5     | 2     |
| 4.  | Garvagh Phoenix              | 10  | 7     | 3     | 4     |
| 5.  | Aztecs Warriors              | 9   | 7     | 4     | 3     |
| 6.  | Belfast Wolves               | 6   | 6     | 2     | 4     |
| 7.  | Ballymoney Blaze 2           | 4   | 6     | 1     | 5     |
| 8.  | Queen's University Belfast 2 | 0   | 7     | 0     | 7     |

Źródło: Facebook – Northern Ireland Volleyball (ang.)

Punktacja: 3:0 i 3:1 - 3 pkt; 3:2 - 2 pkt; 2:3 - 1 pkt; 1:3 i 0:3 - 0 pkt

Uwagi: Mecz pomiędzy Belfast Wolves a Ballymoney Blaze 2 nie odbył się.
     Division 1

## Druga faza
| Lp. | Drużyna                    | Pkt | Mecze | Mecze | Mecze |
| Lp. | Drużyna                    | Pkt | M     | W     | P     |
| --- | -------------------------- | --- | ----- | ----- | ----- |
| 1.  | Aztecs Eagles              | 32  | 11    | 11    | 0     |
| 2.  | Ballymoney Blaze           | 25  | 11    | 8     | 3     |
| 3.  | Queen's University Belfast | 19  | 10    | 6     | 4     |
| 4.  | Garvagh Phoenix            | 13  | 10    | 4     | 6     |
| 5.  | Aztecs Warriors            | 9   | 11    | 4     | 7     |

Źródło: Facebook – Northern Ireland Volleyball (ang.)

Punktacja: 3:0 i 3:1 - 3 pkt; 3:2 - 2 pkt; 2:3 - 1 pkt; 1:3 i 0:3 - 0 pkt

Uwagi: Ze względu na brak danych tabela nie obejmuje wyników ostatniej kolejki.

## Klasyfikacja końcowa
| Lp.     | Drużyna                      |
| ------- | ---------------------------- |
| 1.      | Aztecs Eagles                |
| 2.      | Ballymoney Blaze             |
| 3.      | Queen's University Belfast   |
| 4.      | Garvagh Phoenix              |
| 5.      | Aztecs Warriors              |
| 6.      | Belfast Wolves               |
| 7.      | Ballymoney Blaze 2           |
| 8.      | Queen's University Belfast 2 |
| Źródło: |                              |

## Zawodnicy sezonu
Na koniec sezonu w drodze głosowania wybrani zostali najlepsi zawodnicy rozgrywek (Northern Ireland Volleyball League All Star MVP's).
| Zawodnik         | Klub                       |
| ---------------- | -------------------------- |
| Peter Stewart    | Aztecs Eagles              |
| Jonathan Workman | Ballymoney Blaze           |
| Stuart Kernaghan | Ballymoney Blaze           |
| Scott Craig      | Aztecs Warriors            |
| Harvey Whiteside | Queen's University Belfast |
| Paddy Dally      | Belfast Wolves             |